# Schilthorn

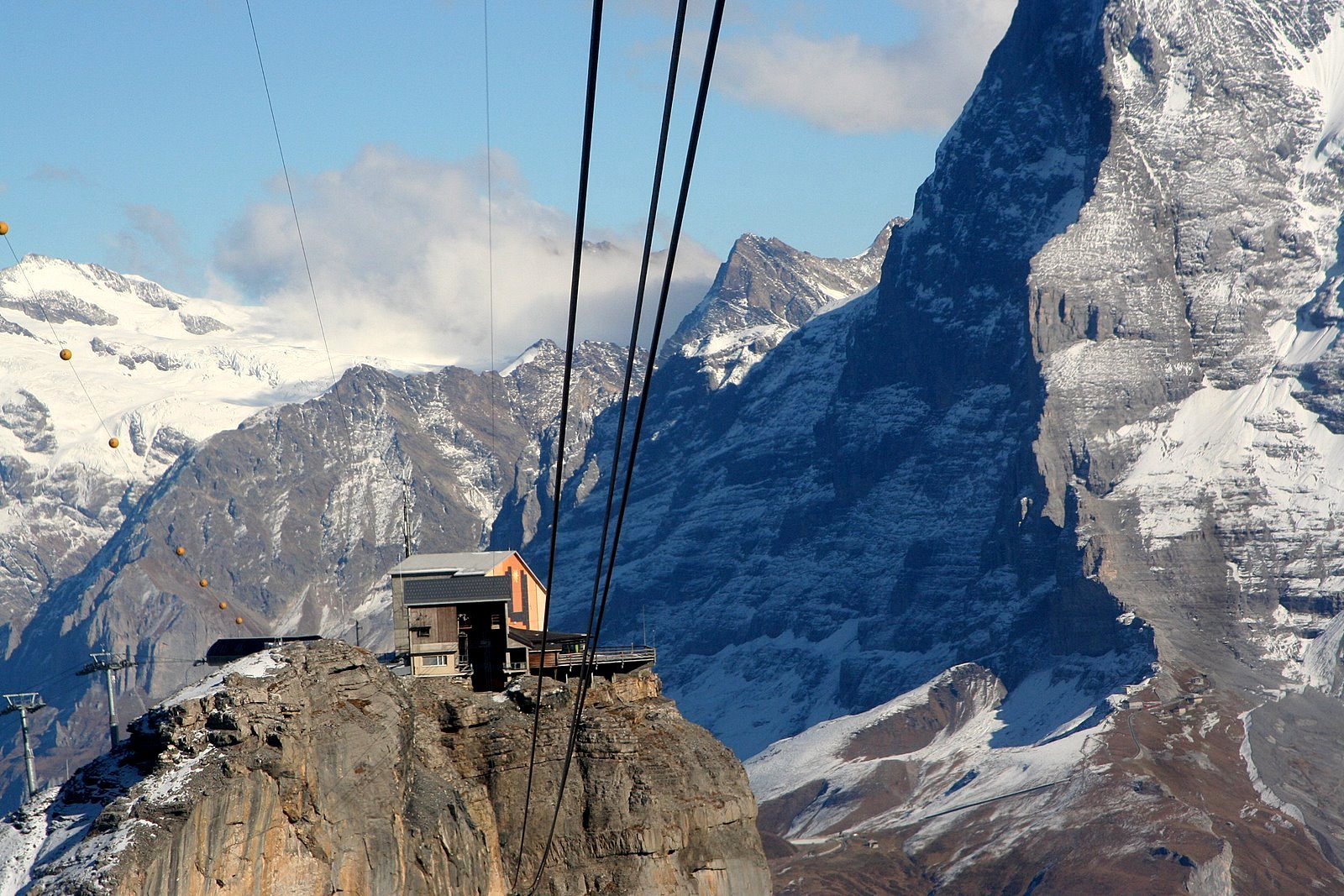
Lanovka přes Birg

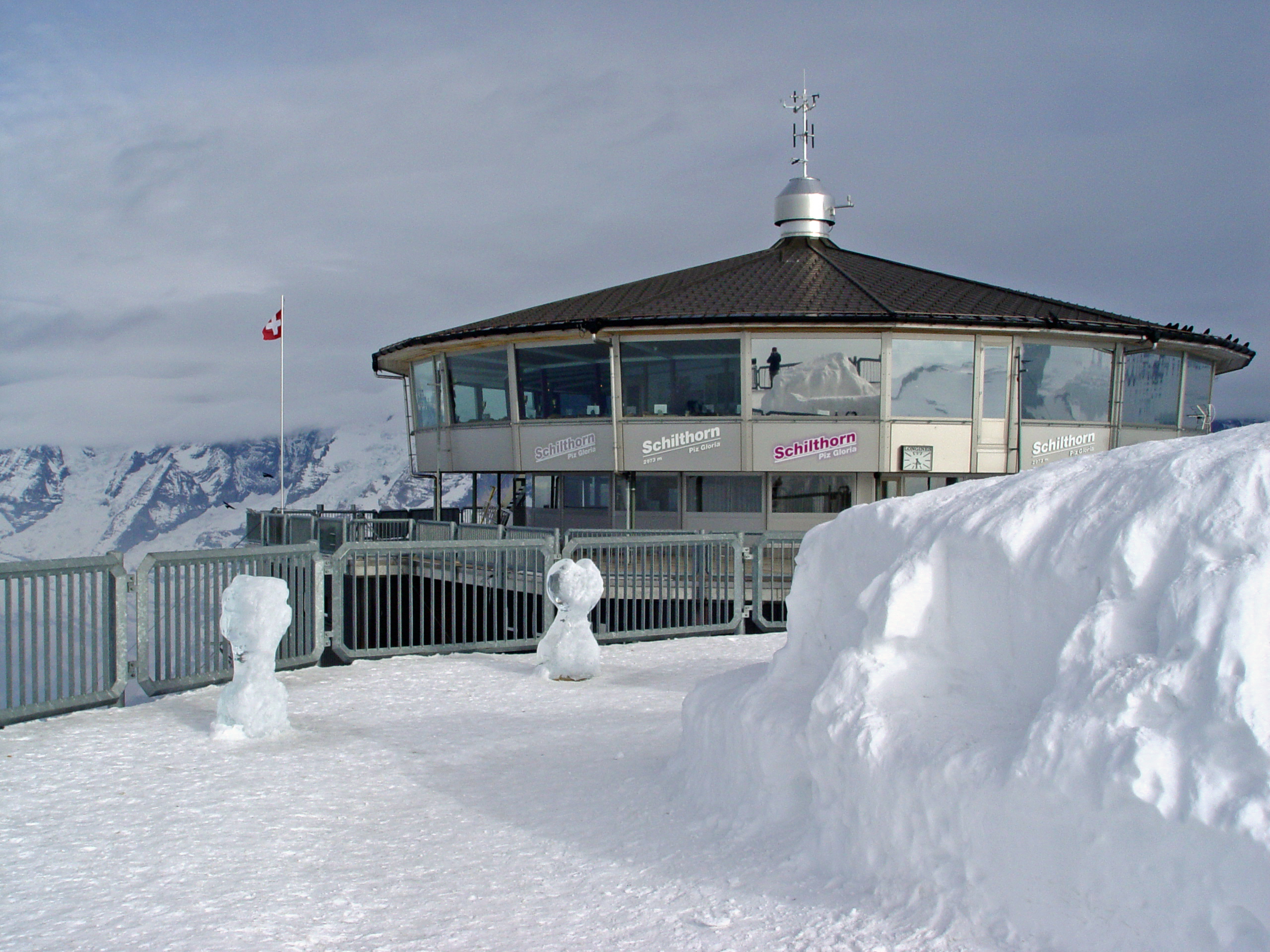
Vrcholová restaurace Piz Gloria v zimě

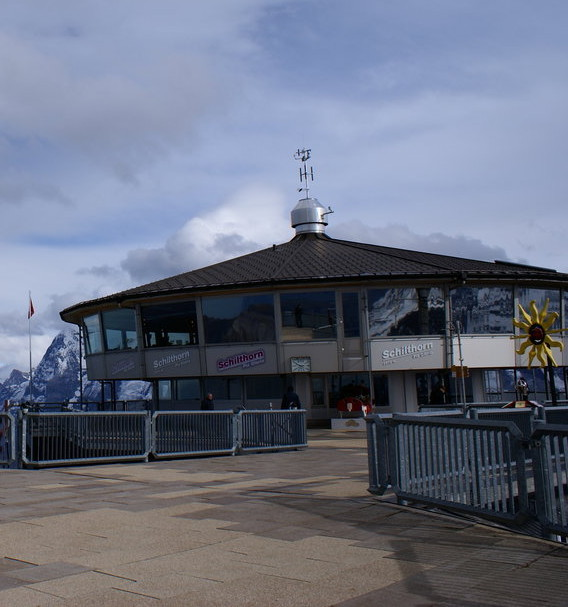
Vrcholová restaurace Piz Gloria v létě

Schilthorn je se svými 2 973 m nadmořské výšky jedním z vrcholů předhůří Bernských Alp ve Švýcarsku (Berner Voralpen). Vrchol Schilthornu je dostupný lanovkou přes Mürren.
Schilthorn se nachází nad horním koncem údolí Lauterbrunnen a horní částí Kiental. Panoramatický pohled ze Schilthornu je možno rozdělit na jižní a severní pohled. Pohled jižním směrem nabízí výhled na řetězec nižších vrcholů Bernských Alp až k Juře, Vogézám a Schwarzwaldu. Severní a východní pohled směřuje na údolí Lauterbrunnen a dominanty Jungfrau, Eiger a Mönch.

## Dostupnost
Schilthorn je vzhledem ke své nadmořské výšce a odlehlosti dostupný pouze visutou lanovkou z údolí Lauterbrunnen od severu nebo pěším výstupem.
Východiskem cesty z údolí může být Stechelberg, kde končí silniční doprava nebo Lauterbrunnen. Ze Stechelbergu lanovkou přes Grummelwald do Mürren a dále přes Birg na Schilthorn nebo z Lauterbrunnen přes Grütschalp do Mürren a dále stejnou cestou přes Birg na vrchol.
Na nejdelší úsek visuté lanovky je mezi Mürren a Birgem (Schilthornbahn), kde lanovka překovává výškový rozdíl 1.039 m. Cesta z Stechelbergu na vrchol trvá 32 minut.
Na vrchol je kromě cesty lanovkou také možno vystoupit horolezeckým výstupem nebo se na vrchol nechat dopravit letecky, vrtulníkem. Výstup turistickou stezkou z Mürrenu včetně sestupu trvá asi 6 hodin, úsek pod vrcholem je poměrně exponovaný.

## Vrchol
Z vrcholu je výhled do všech směrů na okolní vrcholy Bernských Alp. I přes odlehlost místa je vrchol častým cílem turistů, zejména v létě. Na vrcholu je restaurace Panorama Piz Gloria, která se otáčí a stolovníkům nabízí změnu výhledu.

## Výstavba
K dokončení lanovky v roce 1967 přispěl i záměr filmařů natáčet exteriéry a interiéry pro bondovku V tajné službě jejího Veličenstva na tomto místě; produkční společnost přispěla 125 000 USD. Do té doby se stavba potýkala s finančními potížemi.

## Provoz
V roce 2003 byla vyměněna část nosného lana, které bylo používáno od roku 1965 ale 29. prosince 2004 došlo k dalšímu natržení nosného lana lanovky. Provoz musel být zastaven a cestující museli být sneseni vrtulníkem.

## Sport

### Lyžování
Z Schilthornu je možno sjíždět do Mürren, ale pouze po "černých" sjezdovkách, tedy s nejvyšší obtížností. která odbočuje z směru, který pravidelně aktualizovanou verzi Winteregg a Lauterbrunnen.
Inferno Downhill: na svazích Schilthornu se pravidelně kolem 20. ledna koná sjezd pod názvem Inferno Downhill, jeden z nejstarších a nejpopulárnějších závodů na světě ve sjezdovém lyžování. Trasa tohoto neoficiálního závodu Světového poháru se mění v závislosti na sněhových podmínkách na svazích pod Schilthornem směrem k Lauterbrunnen. Nejlepší lyžaři zdolají tento 16 km dlouhý sjezd za necelých 15 minut.

### Triatlon
Inferno Triathlon se koná v srpnu na trase Thunské jezero směrem na vrchol Schilthorn s několika stoupáními i sestupy, celkově s převýšením 5.500 metrů:
- Plavání: Thun - Oberhofen (vzdálenost 3,1 km)
- Silniční kolo: Oberhofen - Sigriswil - Beatenberg - Interlaken - Meiringen - Grosse Scheidegg - Grindelwald (vzdálenost 97 km, převýšení 2.145 m)
- Horské kolo: Grindelwald - Kleine Scheidegg - Wengen - Lauterbrunnen - Stechelberg (vzdálenost 30 km, převýšení 1.18 km)
- Horský výstup: Stechelberg - Lauterbrunnen - Mürren - Schilthorn (vzdálenost 25 km, převýšení 2.175 m)